# Canudos
Canudos är en kommun i Brasilien.   Den ligger i delstaten Bahia, i den östra delen av landet, 1 200 km nordost om huvudstaden Brasília. Antalet invånare är 15 755. Arean är 2 985 kvadratkilometer.
Terrängen i Canudos är kuperad åt sydost, men åt nordväst är den platt.
Omgivningarna runt Canudos är huvudsakligen savann. Runt Canudos är det mycket glesbefolkat, med 6 invånare per kvadratkilometer.